# ان برن
اَن برن کروننفلد (انگلیسی: Anne Byrne Kronenfeld؛ زادهٔ ۲۸ سپتامبر ۱۹۴۳) بازیگر اهل ایالات متحده آمریکا است.
از فیلم‌هایی که وی در آن‌ها نقش داشته است، می‌توان به منهتن و پاپیون اشاره نمود.